# Campionati del mondo di ciclocross 1954
I Campionati del mondo di ciclocross 1954 si svolsero a Crenna, in Italia, il 18 febbraio.

## Medagliere
| Pos.   | Nazione  | Oro | Argento | Bronzo | Totale |
| ------ | -------- | --- | ------- | ------ | ------ |
| 1      | Francia  | 1   | 1       | 0      | 2      |
| 2      | Svizzera | 0   | 0       | 1      | 1      |
| Totale | Totale   | 1   | 1       | 1      | 3      |

## Sommario degli eventi
| Eventi         | Oro                     | Tempo    | Argento              | Tempo | Bronzo              | Tempo |
| Uomini         |                         |          |                      |       |                     |       |
| Elite dettagli | André Dufraisse Francia | 1:13'56" | Pierre Jodet Francia | a 44" | Hans Bieri Svizzera | a 56" |